# CRY NO MORE (中島美嘉の曲)
「CRY NO MORE」（クライ・ノー・モア）は、中島美嘉の17枚目のシングル。

## 解説
- ベストアルバム『BEST』発売後最初のリリース作品となる2006年第1弾シングルである。タイトル曲はルーツ・ミュージックへの回帰を意識した[1]ゴスペル調のブルース。「FIND THE WAY」以来となる2作目のアニメソングとなった。
- 楽曲の収録およびPVの撮影はアメリカ合衆国テネシー州メンフィスで行われた。この際に、ハリケーン・カトリーナの被害からの復興を支援したいという発言を行ったことがきっかけで、中島はメンフィスの名誉市民に選ばれることとなった。この復興支援活動の一環として制作されたのが、次作「ALL HANDS TOGETHER」である。
- メンフィスの名門レーベル・スタックス・レコードの重鎮スタッフをマスタリングエンジニアに迎えた。
- 初回生産版には『BLOOD+』とのコラボレーションによるスペシャルジャケットサイズステッカーが封入された。

## 収録曲
1. CRY NO MORE
  - 作詞：康珍化／作曲：Lensei／編曲：河野伸
  - 毎日放送・TBS系アニメ『BLOOD+』エンディングテーマ
2. BLACK & BLUE
  - 作詞：中島美嘉、Lori Fine／作曲：Lori Fine／編曲：河野伸
  - カネボウ化粧品「KATE」CMソング
3. CRY NO MORE（instrumental）
4. BLACK & BLUE（instrumental）

## 収録アルバム
- YES (#1,2)
- NO MORE RULES. (#2)
- TEARS (#1)

## 参照
1. ↑  Sony Music Online Japan : 中島美嘉 : CRY NO MORE